# Wiktor Wojnicz
Wiktor Wojnicz (ur. 24 grudnia 1894 w Łucku, zm. 1940 w ZSRR) – komandor podporucznik Marynarki Wojennej, kawaler Orderu Virtuti Militari, urzędnik, ofiara zbrodni katyńskiej.

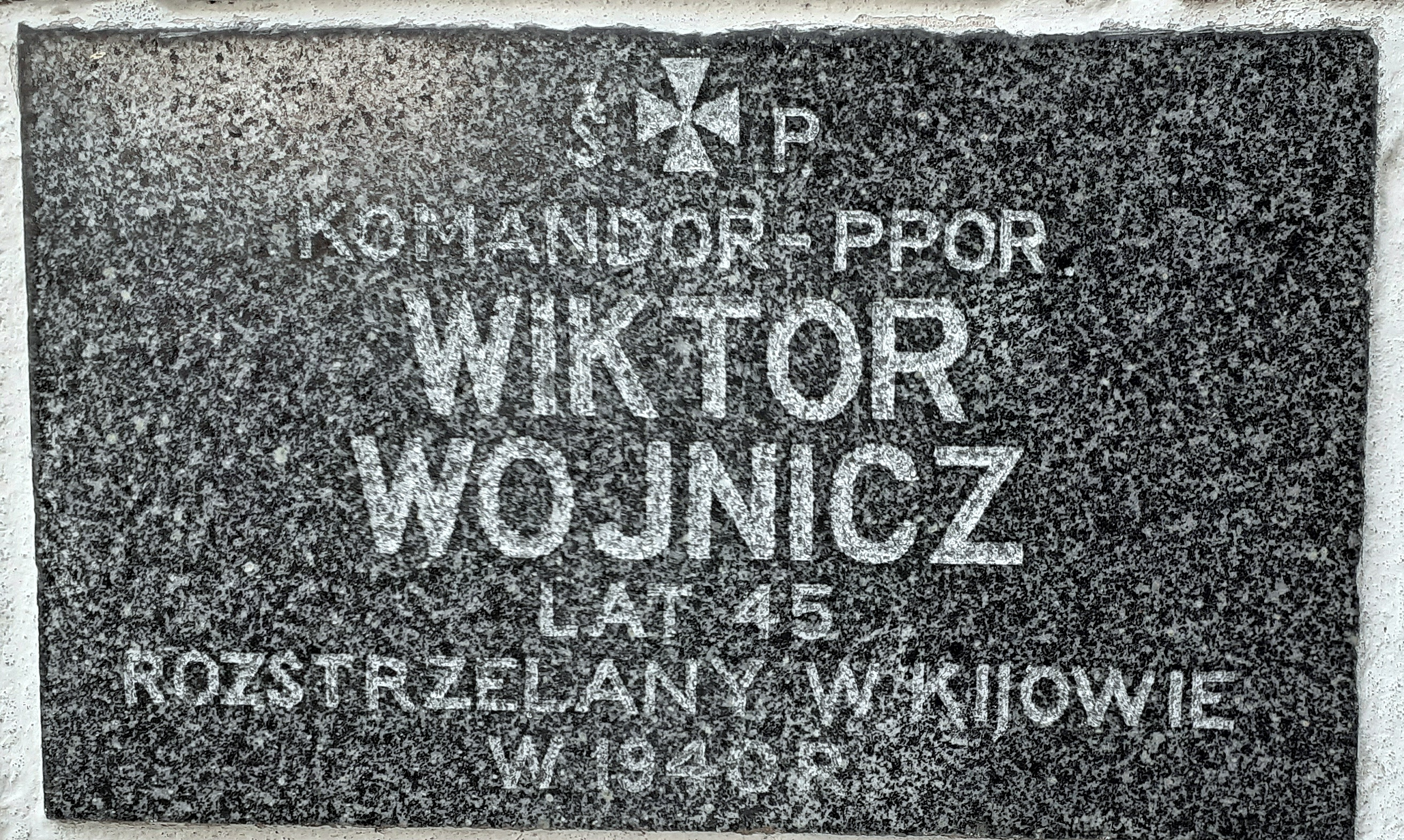
Tabliczka upamiętniająca na ścianie kościoła św. Karola Boromeusza w Warszawie

## Życiorys
Urodził się 24 grudnia 1894 w rodzinie Adama i Marii z domu Orzeł. Kształcił się w gimnazjum w rodzinnym Łucku, a następnie w korpusie morskim w Piotrogrodzie.
Był żołnierzem w Armii Imperium Rosyjskiego w rosyjskiej marynarce wojennej. Od początku 1918 u kresu I wojny światowej służył Wojsku Polskim na Wschodzie. Działał w Polskiej Organizacji Wojskowej na terenach ukraińskich służył w III Korpusie Polskim w Rosji i w Wydziale Wojskowym Komendy Naczelnej 3 POW.
Po odzyskaniu przez Polskę niepodległości w grudniu 1918 został przyjęty do Wojska Polskiego. Został przydzielony w 1919 do Departamentu Marynarki Wojennej Ministerstwa Spraw Wojskowych. Od 1920 do 1921 pełnił funkcję zastępcy oficera łącznikowego przy Głównym Dowództwie Wojska Polskiego na Ukrainie oraz kierownika Wydziału Organizacyjnego Departamentu Spraw Morskich. Został awansowany do stopnia komandora podporucznika w korpusie morskim ze starszeństwem z dniem 1 czerwca 1919. Od 1921 do 1927 był przydzielony do Kierownictwa Marynarki Wojennej, gdzie w 1923 był oficerem Wydziału Organizacyjno-Mobilizacyjnego, a w 1924 był kierownikiem Samodzielnego Referatu Personalnego. Od 1927 był oficerem Oddziału II Sztabu Generalnego, pełniąc funkcję referenta w Referacie „Ligi Narodów”. W 1931 został przeniesiony w stan spoczynku. W 1934 pozostawał wówczas w ewidencji Powiatowej Komendy Uzupełnień Łuck.
Jako emerytowany oficer był inspektorem MSW w Łucku. Był prowizorycznym naczelnikiem w urzędzie wojewódzkim wołyńskim w Łucku, po czym z dniem 1 stycznia 1932 został mianowany naczelnikiem wydziału
Po wybuchu II wojny światowej, kampanii wrześniowej i agresji ZSRR na Polskę z 17 września 1939 został aresztowany przez funkcjonariuszy NKWD. Prawdopodobnie na wiosnę 1940 został zamordowany przez NKWD na obszarze okupowanym przez sowietów. Jego nazwisko znalazło się na tzw. Ukraińskiej Liście Katyńskiej opublikowanej w 1994 (został wymieniony na liście wywózkowej 43/2-7 oznaczony numerem 527). Ofiary tej części zbrodni katyńskiej zostały pochowane na otwartym w 2012 Polskim Cmentarzu Wojennym w Kijowie-Bykowni.

## Ordery i odznaczenia
- Krzyż Srebrny Orderu Wojskowego Virtuti Militari nr 7626 (17 maja 1922)[9]
- Krzyż Niepodległości (6 czerwca 1931)[10]
- Krzyż Kawalerski Orderu Odrodzenia Polski (10 listopada 1933)[11]
- Medal Międzyaliancki